# Bartłomiej Topa
Bartłomiej Filip Topa (nacido el 26 de mayo de 1967 en Nowy Targ, Polonia) es un actor polaco. Apareció en más de setenta películas desde 1990.

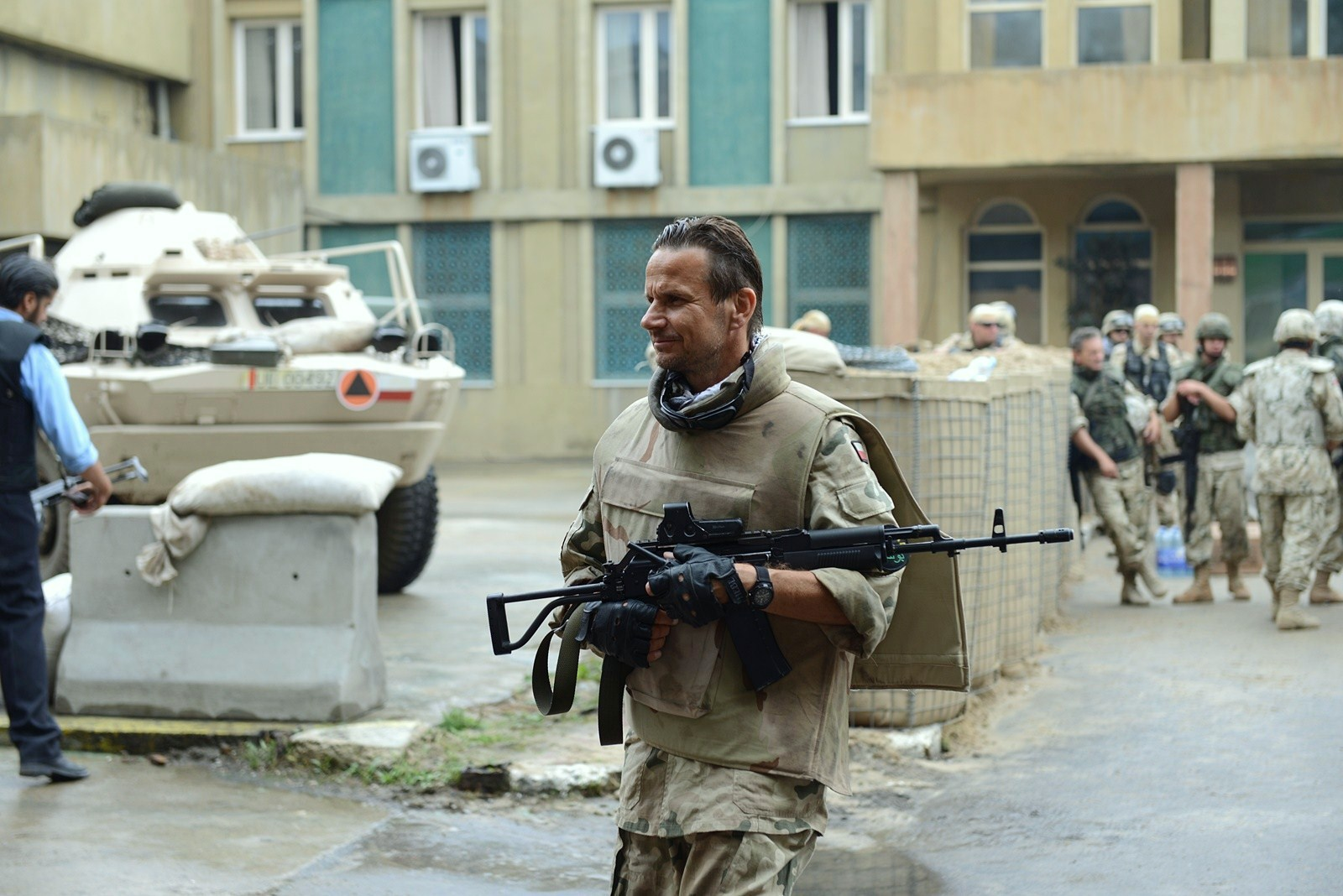
Bartłomiej Topa en el set de filmación de Karbala

## Filmografía seleccionada

### Películas
| Año  | Título              | Papel             | Notas |
| ---- | ------------------- | ----------------- | ----- |
| 1990 | The Bet             |                   |       |
| 2004 | Wesele              | Janusz            |       |
| 2009 | Dom zly             | Mróz              |       |
| 2011 | Wyjazd integracyjny | Krzysztof Dąbal   | [ 2 ] |
| 2013 | Drogówka            | Ryszard Król      |       |
| 2015 | Karbala             | Grzegorz Kaliciak |       |
| 2018 | Kler                | Leman             |       |

### Televisión
| Año           | Título           | Papel               | Notas |
| ------------- | ---------------- | ------------------- | ----- |
| 2010          | Usta usta        | Mateusz             |       |
| 2011          | Układ Warszawski | Zbigniew Sikorek    |       |
| 2014          | Wataha           | Adam Grzywaczewski  |       |
| 2017-2019     | Ultraviolet      | Waldemar Kraszewski |       |
| 2021-2023     | Skazana          | Piotr Serafin       |       |
| 2022          | Zachowaj spokój  | Tadeusz Lewicki     |       |
| 2023-presente | 1670             | Jan Adamczewski     |       |
| 2025-presente | Przesmyk         | Krzysztof Hałaj     |       |